# دیوید گرت
داوید بونگارتس (به آلمانی: David Bongartz)، ملقب به دیوید گرت (David Garrett) (زادهٔ ۴ سپتامبر ۱۹۸۰ در آخن، آلمان) نوازندهٔ برجستهٔ ویولن اهل آلمان است.
او از سال ۱۹۸۵ فعالیت هنری دارد.
پدرش یک فروشندهٔ معروف ویولن‌های آنتیک و البته یک نوازندهٔ نه‌چندان معروف ویولن بود و مادرش یک بالرین ترازاول آمریکایی. دیوید لقب «گرت» را از نام فامیل مادرش گرفته و به این نام معروف است. دلیل این انتخاب را اینطور بیان کرده: نمی‌خواستم وقتی می‌گفتند یا می‌خواندند Bongartz یاد پدرم بیفتند و بگویند: من به‌خاطر پدرم موفق شده‌ام!
دیوید گرت در فیلمی به نام ویولونیست شیطان در سال ۲۰۱۳ درخشید که در آن نقش نیکولو پاگانینی، ویولنیست نابغهٔ ایتالیایی را بازی می‌کند.
دیوید در سال‌های اخیر طرفداران زیادی در ایران پیدا کرده تا اندازه‌ای که دو صفحه در اینستاگرام و فیسبوک و یک کانال تلگرامی به مدیریت سروش ایزدبین و بهزاد شاهین پر؛ به زبان فارسی آخرین اخبار دیوید را انتشار می‌دهند که هر دو به استناد سایت رسمی هواداران دیویدگرت (مدرک :) از به روزترین منابع اطلاع‌رسانی در مورد دیوید در دنیا می‌باشند.

## مقاله‌ای دربارهٔ این نابغه
پسر جذابی که شلوار جین و تی‌شرت به تن کرده است و با هر حرکت دستش می‌توان خالکوبی‌های روی شانه‌اش را دید. دیوید گرت، نوازندهٔ چیره‌دست ویولن، موسیقی کلاسیک را با ترانه‌هایی از متالیکا و مایکل جکسون پیوند زده است.
برخی معتقدند که دیوید گرت یک فوق ستارهٔ واقعی است و نه از آن‌هایی که یک شبه و در یک برنامهٔ تلویزیونی به شهرت می‌رسند. هر چند به نظر می‌آید موهای طلایی که تا سر شانه می‌رسند و داشتن چهره‌ای پر طرفدار، چندان در معروفیت گرت بدون تأثیر نبوده است. با این همه از یک چیز نمی‌توان چشم پوشید و آن اینکه رمز موفقیت دیوید گرت، پشتکار فراوانش برای تمرین بوده است.
دیوید گرت، نوازندهٔ چیره‌دست ویولن، ۴۰ سال پیش از مادری آمریکایی و پدری آلمانی در شهر آخن آلمان به دنیا آمد. پدر گرت حقوقدانی بود که در مواقع بیکاری از روی علاقهٔ شخصی‌اش ویولن تدریس می‌کرد و همسرش نیز جزو بالرین‌های حرفه‌ای به‌شمار می‌آمد.
گرت هنگامی که تنها چهار سال بیشتر نداشت، برای اولین بار ساز ویولن را در دست گرفت. ۹ سال بعد او آنقدر در نواختن زبردست شده بود که یکی از بزرگ‌ترین شرکت‌های تهیه‌کنندهٔ آلبوم‌های موسیقی کلاسیک در آلمان به نام دویچه گرامافون با او قرارداد همکاری بست.
هدف: جذب جوانان
گرت با تمام همتایان پیش از خودش تفاوت دارد. او ویلون را با موسیقی پاپ ترکیب می‌کند و گاهی حتی پای سبک موسیقی راک را نیز به این وادی وارد می‌کند.
در بیشتر مواقع وقتی به روی صحنه می‌آید، خبری از کت و شلوار اتو کشیده نیست، بلکه بر عکس شلوار جین و تی‌شرتی به تن دارد که خالکوبی‌های روی بازویش را به خوبی در معرض دید قرار می‌دهند.
طبیعی است که این ظاهر هر نوجوانی را، چه دختر و چه پسر، شدیداً علاقه‌مند به موسیقی کلاسیک می‌کند!
البته یکی از اهداف گرت هم جذب هر چه بیشتر نوجوانان به سمت موسیقی کلاسیک است: «شاید دلیل مهم‌اش این باشد که تلاش می‌کنم به مردم احساس خوبی را منتقل کنم و در این بین تلاش برای جذب نوجوانان خیلی هم سخت نیست! من معتقدم که موسیقی کلاسیک در دهه‌های اخیر صدمه خورده، آن‌هم از این جهت که خیلی از جریان زندگی امروزه فاصله گرفته است. در تلویزیون موسیقی کلاسیک نمی‌بینید و در رادیو هم نمی‌شنوید. برای همین هم باید این امکان را فراهم کرد که جوان‌ها با خیالی راحت در سالن کنسرت بنشینند.»
از پیشخدمتی تا مدل شدن برای آرمانی
گرت تا سن ۱۸ سالگی در آلمان می‌ماند و پس از آن به آمریکا می‌رود تا در زمینهٔ موسیقی تحصیل کند. در این بین برای درآوردن خرج تحصیل مدتی را در یک رستوران کار می‌کند و مدتی هم مدل برای مارک جورجو آرمانی می‌شود: «من فکر می‌کنم که در آلمان و در آمریکا به یک اندازه احساس بودن در خانه را دارم. واقعاً افتخار بزرگی است که شغلم به من اجازه می‌دهد که این طرف و آن طرف پرواز کنم.»
یکی از نکات بارز کار گرت در پیوند موسیقی کلاسیک و مدرن، اجرای ترانه‌های معروف از خوانندگانی همچون مایکل جکسون یا گروه متالیکا با ویولن است. البته در کنار این اجراها، او خودش آهنگسازی نیز می‌کند.
پرسشی که در این میان مطرح می‌شود این است که آیا دیوید گرت دوست دارد بیشتر تصویرش را در یک مجلهٔ مخصوص موسیقی پاپ که برای جوانان منتشر می‌شود ببیند یا در یک مجلهٔ تخصصی موسیقی کلاسیک؟: «در هر دوی آنها، برای اینکه فکر می‌کنم امروزه هر دوی این نوع موسیقی اهمیت زیادی دارند. هنگامی که هر دوی آنها را در کنار هم داشته باشید، آن وقت راه درست را انتخاب کرده‌اید.»

## پیشینه
وقتی دیوید ۴ سال داشت، پدر او برای برادر بزرگترش یک ویولن می‌خرد و دیوید جوان به ویولن علاقه‌مند می‌شود و خیلی زود نواختن این ساز را می‌آموزد. یک سال بعد، دیوید با شرکت در یک مسابقه نخستین جایزهٔ خودش را کسب می‌کند این آغاز موفقیت‌های گرت بود. او یک هفتهٔ کامل اجرای زنده در مقابل جمعیت داشت. دیوید در «کنسرواتوآر لودویک» آموزش دیده است.
در سن ۱۲ سالی با یکی از نوابغ ویولن لهستان به نام «ایدا هندل» آغاز به کار کرد. او اغلب برای دیدن «ایدا» به لندن و دیگر شهرهای اروپایی سفر می‌کرد.
دیوید تحصیلاتش را در زمینهٔ موسیقی در «رویال کالج لندن» ادامه داد و روز بروز موفق تر می‌شد.
در سال ۲۰۰۴ دیوید گرت از دانشگاه موسیقی مدرسه جولیارد در شهر نیویورک فارغ‌التحصیل شد و تنها دانشجویی است که توانسته در همان دانشگاه و در کنار بزرگانی همچون ایتساک پرلمان تدریس کند و بدرجهٔ استادی برسد.